# Seznam písní Martina Kyšperského
Toto se seznam písní Martina Kyšperského
| Název                                                      | Autor hudby                        | Autor textu                            | Nahrávky                                                               | Autor videoklipu                                       | Rok vzniku |
| ---------------------------------------------------------- | ---------------------------------- | -------------------------------------- | ---------------------------------------------------------------------- | ------------------------------------------------------ | ---------- |
| A. Kurosawa                                                | Kyšperský                          | Kyšperský                              | Bílé včely (2012)                                                      |                                                        |            |
| Autostromek                                                | Kyšperský                          | Kyšperský                              | Starý kortykoid (2022)                                                 |                                                        |            |
| B5 (Červi)                                                 | Furré                              | Marta Svobodová a Kyšperský            | B1 – B9 (2007)                                                         |                                                        |            |
| B7                                                         | Furré                              | Marta Svobodová a Kyšperský            | B1 – B9 (2007)                                                         |                                                        |            |
| B8 (Eso-Rimmer)                                            | Furré                              | Kyšperský                              | B1 – B9 (2007)                                                         |                                                        |            |
| Babička                                                    | Kyšperský                          | Jiří Jelínek                           | Fagi EP (2011)                                                         |                                                        |            |
| Baktáněk                                                   | Květy                              | Kyšperský                              | Jablko jejího peří (2004)                                              |                                                        |            |
| Balón (na školním fotbalovém utkání)                       | Kyšperský                          | Kyšperský                              | Myjau (2009)                                                           | Pavla Kačírková, 2010                                  |            |
| Berlioz                                                    | Kyšperský                          | Kyšperský                              | 41 minut (2024)                                                        |                                                        |            |
| Bezejmenná                                                 | Jana Jablonczek a Kyšperský        | Jana Jablonczek                        | Zase se na mě díváš, jak skládám svoje šaty (2006)                     |                                                        |            |
| Bílý tygr                                                  | Kyšperský                          | Kyšperský                              | Střela zastavená v jantaru (2008)                                      | Pavla Kačírková, Kyšperský, 2008                       |            |
| BMX ABC                                                    | Kyšperský                          | Kyšperský                              | Svetr (2013)                                                           | Jan Fuksa, 2014                                        |            |
| Byt                                                        | Kyšperský                          | Kyšperský                              | Komik do půl osmé (2017)                                               |                                                        |            |
| Cirkulárka                                                 | Kyšperský                          | Kyšperský                              | Lorenzovi hoši (2018)                                                  | Kyšperský, 2008                                        |            |
| Cirkus                                                     | Kyšperský                          | Kyšperský                              | Střela zastavená v jantaru (2008)                                      | Pavla Kačírková, 2008                                  |            |
| Cizinec                                                    | Kyšperský                          | Kyšperský                              | Miláček slunce (2015)                                                  | Jakub Čermák, 2015                                     |            |
| Čekám celej den                                            | Kyšperský                          | Kyšperský                              | Starý kortykoid (2022)                                                 |                                                        |            |
| Český kocour                                               | Kyšperský                          | Kyšperský                              | Starý kortykoid (2022)                                                 |                                                        |            |
| ČKNO                                                       | Kyšperský                          | Kyšperský                              | Miláček slunce (2015)                                                  |                                                        |            |
| Datel                                                      | Kyšperský                          | Kyšperský                              | Komik do půl osmé (2017), Marťanské lodě (2021)                        |                                                        |            |
| Den za dnem                                                | Kyšperský                          | Kyšperský                              | pro televizní film Veterán (2020), Starý kortykoid (2022)              | Jan Fuksa, 2020                                        |            |
| Děvče                                                      | Kyšperský                          | Kyšperský                              | Svetr (2013)                                                           |                                                        |            |
| DNA                                                        | Lenka Dusilová                     | Kyšperský, Lenka Dusilová              | Řeka (2020)                                                            |                                                        |            |
| Do tmy                                                     | Kyšperský                          | Kyšperský                              | Květy Květy (2020)                                                     | Jan Fuksa a Kyšperský, 2020                            |            |
| Docela android                                             | Jana Jablonczek a Kyšperský        | Pavel Trtílek                          | Zase se na mě díváš, jak skládám svoje šaty (2006)                     |                                                        |            |
| Dokud běžíš                                                | Aleš Pilgr                         | Kyšperský                              | Myjau (2009), Dokud běžíš / Dopis španělské princezně (2009)           |                                                        |            |
| Dopis od Zuzany B.                                         | Aleš Pilgr a Kyšperský             | Kyšperský                              | Kocourek a horečka (2006)                                              |                                                        |            |
| Dopis španělské princezně                                  | Kyšperský                          | Kyšperský                              | Dokud běžíš / Dopis španělské princezně (2009), Starý kortykoid (2022) |                                                        |            |
| DS                                                         | Alen                               | Kyšperský                              | Tma (2022)                                                             |                                                        |            |
| Dům, ve kterém bydlela Dora                                | Kyšperský                          | Kyšperský                              | 41 minut (2024)                                                        |                                                        |            |
| Dům zrcadel scarabeus                                      | Kyšperský                          | Kyšperský                              | Komik do půl osmé (2017)                                               |                                                        |            |
| DWYL                                                       | Kyšperský                          | Kyšperský                              | Vlakem (2016)                                                          |                                                        |            |
| Elektrické dítě                                            | Kyšperský                          | Kyšperský                              | Starý kortykoid (2022)                                                 |                                                        |            |
| Fagi – otvírák                                             | Kyšperský                          | Jiří Jelínek                           | Fagi EP (2011)                                                         |                                                        |            |
| Francouzská                                                | Květy                              | Kyšperský                              | Jablko jejího peří (2004)                                              |                                                        |            |
| Harborough Hay                                             | Kyšperský                          | Kyšperský                              | Lorenzovi hoši (2018)                                                  |                                                        |            |
| Hlasy z vedlejších kupé                                    | Kyšperský                          | Kyšperský                              | Vlakem (2016)                                                          |                                                        |            |
| Holka                                                      | Kyšperský                          | Kyšperský                              | Komik do půl osmé (2017), Marťanské lodě (2021)                        | Kyšperský, 2017                                        |            |
| Holoubek                                                   | Jana Jablonczek a Kyšperský        | Jana Jablonczek                        | Zase se na mě díváš, jak skládám svoje šaty (2006)                     |                                                        |            |
| Horníci                                                    | Kyšperský                          | Kyšperský                              | Zpívající břidlice (2014), Starý kortykoid (2022)                      |                                                        |            |
| Houby rostou                                               | Kyšperský                          | Kyšperský                              | Spí vánoční pták (2017)                                                |                                                        |            |
| Hrdlička                                                   | Květy                              | Kyšperský                              | Jablko jejího peří (2004)                                              |                                                        |            |
| Hygiena                                                    | Nikola Muchová, Kyšperský          | Nikola Muchová                         | Slovácká epopej (2013)                                                 |                                                        |            |
| Chobotnice                                                 | Kyšperský                          | Kyšperský                              | Spí vánoční pták (2017)                                                |                                                        |            |
| Indián                                                     | Kyšperský                          | Kyšperský                              | Komik do půl osmé (2017)                                               |                                                        |            |
| Insomnia                                                   | Lenka Dusilová                     | Kyšperský, Lenka Dusilová              | Řeka (2020)                                                            |                                                        |            |
| Italia 90                                                  | Kyšperský                          | Kyšperský                              | Svetr (2013)                                                           | Markéta Lisá, 2015                                     |            |
| Ivan Luťanský ve městě Varosha                             | Kyšperský                          | Kyšperský                              | Svetr (2013)                                                           |                                                        |            |
| Já tě vítám                                                | Kyšperský, Aleš Pilgr, Ondřej Kyas | Kyšperský                              | pro televizní seriál Svět pod hlavou (2017)                            |                                                        |            |
| Jablka                                                     | Kyšperský                          | Kyšperský                              | Miláček slunce (2015), Marťanské lodě (2021)                           |                                                        |            |
| Jakub a medvěd                                             | Aleš Pilgr a Kyšperský             | Kyšperský                              | Kocourek a horečka (2006), Broňa session (2012)                        |                                                        |            |
| Je podzim                                                  | Kyšperský                          | Kyšperský                              | Miláček slunce (2015)                                                  |                                                        |            |
| Je prosinec, je zima                                       | Kyšperský                          | Kyšperský                              | Střela zastavená v jantaru (2008)                                      |                                                        |            |
| Je snadné se seznámit s děvčetem                           | Aleš Pilgr a Kyšperský             | Kyšperský                              | Kocourek a horečka (2006)                                              |                                                        |            |
| Jednoduchá výpověď o světě                                 | Jana Jablonczek a Kyšperský        | Jana Jablonczek                        | Zase se na mě díváš, jak skládám svoje šaty (2006)                     |                                                        |            |
| Jsou dny                                                   | Kyšperský                          | Kyšperský                              | 41 minut (2024)                                                        |                                                        |            |
| K                                                          | Kyšperský                          | Kyšperský                              | Květy Květy (2020)                                                     |                                                        |            |
| K1                                                         | Kyšperský                          | Kyšperský                              | Starý kortykoid (2022)                                                 |                                                        |            |
| Kamarádi                                                   | Kyšperský                          | Kyšperský                              | Lorenzovi hoši (2018)                                                  |                                                        |            |
| Kamkolín                                                   | Kyšperský                          | Kyšperský                              | Vlakem (2016)                                                          |                                                        |            |
| Kámoši                                                     | Kyšperský                          | Kyšperský                              | Bílé včely (2012)                                                      |                                                        |            |
| Karbaník Will                                              | Kyšperský                          | Kyšperský                              | Lorenzovi hoši (2018)                                                  |                                                        |            |
| Když L. Kerndl zpíval na lodi                              | Kyšperský                          | Kyšperský                              | Myjau (2009)                                                           |                                                        |            |
| Když žena řekne ne                                         | Jana Jablonczek a Kyšperský        | Jana Jablonczek                        | Zase se na mě díváš, jak skládám svoje šaty (2006)                     |                                                        |            |
| Kinedryl                                                   | Kyšperský                          | Kyšperský                              | Květy Květy (2020)                                                     |                                                        |            |
| Kláro                                                      | Kyšperský                          | Kyšperský                              | Lorenzovi hoši (2018)                                                  |                                                        |            |
| Klimatizace                                                | Kyšperský                          | Kyšperský                              | Vlakem (2016)                                                          |                                                        |            |
| Knihovnička Kocoura Vavřince                               | Kyšperský                          | Kyšperský                              | Jiná hudba pro Kocoura Vavřince (2017)                                 |                                                        |            |
| Kočičí dům                                                 | Kyšperský                          | Kyšperský                              | Miláček slunce (2015)                                                  |                                                        |            |
| Kolik mravenců musí přijít, aby odtáhli ledničku           | Kyšperský                          | Kyšperský                              | Střela zastavená v jantaru (2008)                                      |                                                        |            |
| Komplikovaná růže                                          | Kyšperský                          | Kyšperský                              | Komik do půl osmé (2017)                                               |                                                        |            |
| Koňýku                                                     | Kyšperský                          | Kyšperský                              | Květy Květy (2020)                                                     |                                                        |            |
| Kopýtka                                                    | Kyšperský                          | Kyšperský                              | Bílé včely (2012)                                                      |                                                        |            |
| Kostra                                                     | Kyšperský                          | Kyšperský                              | Bílé včely (2012)                                                      |                                                        |            |
| Kouzelník                                                  | Kyšperský                          | Kyšperský                              | Komik do půl osmé (2017)                                               |                                                        |            |
| Kožich                                                     | Kyšperský                          | Kyšperský                              | 41 minut (2024)                                                        |                                                        |            |
| Kpt. Lžičko                                                | Aleš Pilgr, Kyšperský              | Kyšperský                              | V čajové konvici (2011), Broňa session (2012)                          | Martin Smékal                                          |            |
| Kpt. Nemo                                                  | Aleš Pilgr                         | Kyšperský                              | V čajové konvici (2011)                                                |                                                        |            |
| Kytka                                                      | Květy                              | Kyšperský                              | Jablko jejího peří (2004)                                              |                                                        |            |
| Lamačka                                                    | Kyšperský                          | Kyšperský                              | Starý kortykoid (2022)                                                 |                                                        |            |
| Láska                                                      | Kyšperský                          | Jiří Mahen                             | Brno – město básníků (2007)                                            |                                                        |            |
| Láska je zboží tuzexový                                    | Kyšperský, Aleš Pilgr, Ondřej Kyas | Kyšperský                              | pro televizní seriál Svět pod hlavou (2017)                            |                                                        |            |
| Láska tajná                                                | Kyšperský                          | Jiří Jelínek                           | Fagi EP (2011)                                                         |                                                        |            |
| Láva – zavírák                                             | Kyšperský                          | Jiří Jelínek                           | Fagi EP (2011)                                                         | Jiří Jelínek, Pavla Kačírková, 2011                    |            |
| Lemuří snář                                                | Kyšperský                          | Kyšperský                              | Starý kortykoid (2022)                                                 |                                                        |            |
| Lesní duch                                                 | Kyšperský                          | Kyšperský                              | Bílé včely (2012)                                                      |                                                        |            |
| Letiště                                                    | Kyšperský                          | Kyšperský                              | Svetr (2013)                                                           |                                                        |            |
| Liány                                                      | Kyšperský                          | Kyšperský                              | Spí vánoční pták (2017)                                                |                                                        |            |
| Listí podzimní                                             | Kyšperský                          | Kyšperský                              | Střela zastavená v jantaru (2008), Broňa session (2012)                | Kyšperský, Martin Chlup, Zdeněk Kolář, Pavla Kačírková |            |
| Listy kaštanů                                              | Kyšperský                          | Kyšperský                              | Lorenzovi hoši (2018)                                                  |                                                        |            |
| Lorenzovi hoši                                             | Kyšperský                          | Kyšperský                              | Lorenzovi hoši (2018)                                                  |                                                        |            |
| Lovecraft                                                  | Kyšperský                          | Kyšperský                              | Spí vánoční pták (2017)                                                |                                                        |            |
| Lucie                                                      | Kyšperský                          | Kyšperský                              | Myjau (2009)                                                           |                                                        |            |
| Malá přítelkyně                                            | Kyšperský                          | Kyšperský                              | V čajové konvici (2011), Broňa session (2012)                          |                                                        |            |
| Malé proměny                                               | Kyšperský                          | Zdeněk Kriebel                         | Brno – město básníků (2007)                                            | Pavla Kačírková, 2009                                  |            |
| Máma                                                       | Kyšperský                          | Kyšperský                              | Starý kortykoid (2022)                                                 |                                                        |            |
| Marika                                                     | Alen                               | Kyšperský                              | Tma (2022)                                                             |                                                        |            |
| Marko Polo                                                 | Kyšperský                          | Kyšperský                              | Bílé včely (2012)                                                      |                                                        |            |
| Medvídek                                                   | Kyšperský                          | Kyšperský                              | Bongo BonBoniéra (2010), V čajové konvici (2011)                       | Pavla Kačírková, Kyšperský, 2010                       |            |
| Měsíc                                                      | Jana Jablonczek a Kyšperský        | Jana Jablonczek                        | Zase se na mě díváš, jak skládám svoje šaty (2006)                     |                                                        |            |
| Měsíc Jupitera (Mau)                                       | Aleš Pilgr a Kyšperský             | Kyšperský                              | Kocourek a horečka (2006)                                              |                                                        |            |
| Měsíc Země (lišky)                                         | Aleš Pilgr a Kyšperský             | Kyšperský                              | Kocourek a horečka (2006)                                              |                                                        |            |
| Měsíční světlo                                             | Kyšperský                          | Kyšperský                              | Myjau (2009)                                                           |                                                        |            |
| Město                                                      | Kyšperský                          | Kyšperský                              | Starý kortykoid (2022)                                                 | Jan Fuksa, 2016                                        |            |
| Metrem                                                     | Kyšperský                          | Kyšperský                              | Myjau (2009)                                                           |                                                        |            |
| Míjíme uhlí                                                | Kyšperský                          | Kyšperský                              | Vlakem (2016)                                                          |                                                        |            |
| Moře                                                       | Kyšperský                          | Kyšperský                              | Starý kortykoid (2022)                                                 |                                                        |            |
| Moře má své vlastní děti                                   | Kyšperský                          | Kyšperský                              | Střela zastavená v jantaru (2008), Broňa session (2012)                | Petr Hegy, 2008                                        |            |
| Mosty                                                      | Jana Jablonczek a Kyšperský        | Jana Jablonczek                        | Zase se na mě díváš, jak skládám svoje šaty (2006)                     |                                                        |            |
| Motorka                                                    | Kyšperský                          | Kyšperský                              | V čajové konvici (2011)                                                |                                                        |            |
| Mravenci                                                   | Kyšperský                          | Kyšperský                              | 41 minut (2024)                                                        |                                                        |            |
| Musíme jít                                                 | Kyšperský                          | Kyšperský                              | Spí vánoční pták (2017)                                                |                                                        |            |
| My děti ze stanice Bullerbyn                               | Kyšperský                          | Kyšperský                              | Bílé včely (2012)                                                      | Pavla Kačírková, 2013                                  |            |
| Na balkóně zpívá pták                                      | Kyšperský                          | Kyšperský                              | Myjau (2009)                                                           |                                                        |            |
| Na benzínový pumpě                                         | Kyšperský                          | Kyšperský                              | Starý kortykoid (2022)                                                 |                                                        |            |
| Na nádraží                                                 | Kyšperský                          | Kyšperský                              | Spí vánoční pták (2017)                                                |                                                        |            |
| Na útěku /pa.at./                                          | Kyšperský                          | Kyšperský                              | Bílé včely (2012)                                                      |                                                        |            |
| Náklaďák                                                   | Kyšperský                          | Kyšperský                              | Lorenzovi hoši (2018)                                                  |                                                        |            |
| Narozeniny                                                 | Kyšperský                          | Kyšperský                              | 41 minut (2024)                                                        |                                                        |            |
| Nejtišší kapela                                            | Kyšperský                          | Kyšperský                              | V čajové konvici (2011), Broňa session (2012)                          | Kyšperský                                              |            |
| Nekonečný                                                  | Kyšperský                          | Kyšperský                              | Květy Květy (2020)                                                     |                                                        |            |
| Nic                                                        | Kyšperský                          | Kyšperský                              | Vlakem (2016)                                                          |                                                        |            |
| Nic 2                                                      | Kyšperský                          | Kyšperský                              | Vlakem (2016)                                                          |                                                        |            |
| Noc                                                        | Kyšperský                          | Kyšperský                              | V čajové konvici (2011), Broňa session (2012)                          |                                                        |            |
| Noční hlídač                                               | Kyšperský                          | Kyšperský                              | Střela zastavená v jantaru (2008)                                      | Pavla Kačírková, 2008                                  |            |
| Noční lampa                                                | Kyšperský                          | Jiří Jelínek                           | Fagi EP (2011)                                                         |                                                        |            |
| Nové otazníky                                              | Martina Trchová                    | Kyšperský                              | Šťastné a osamělé (2020), 90 % štěstí (2024)                           | Tomáš Poprik, 2020                                     |            |
| O cestování                                                | Kyšperský                          | Kyšperský                              | V čajové konvici (2011)                                                |                                                        |            |
| O oceánu                                                   | Kyšperský                          | Kyšperský                              | pro představení Jak dělá ryba? divadla Polárka (2017)                  |                                                        |            |
| Od soumraku do úsvitu                                      | Kyšperský                          | ?                                      |                                                                        |                                                        |            |
| Odpočinout                                                 | Kyšperský                          | Kyšperský                              | Komik do půl osmé (2017), Marťanské lodě (2021)                        | Kyšperský, 2018                                        |            |
| Odpoledne s Magdalénou                                     | Kyšperský                          | Kyšperský                              | Starý kortykoid (2022)                                                 |                                                        |            |
| Okna do zahrady                                            | Aleš Pilgr a Kyšperský             | Kyšperský                              | Kocourek a horečka (2006), Broňa session (2012)                        |                                                        |            |
| Okolí špitálu                                              | Kyšperský                          | Kyšperský                              | Květy Květy (2020)                                                     |                                                        |            |
| Ondatra                                                    | Kyšperský                          | Kyšperský                              | 41 minut (2024)                                                        |                                                        |            |
| Opičí král (ještě přece je čas)                            | Kyšperský                          | Kyšperský                              | Miláček slunce (2015)                                                  |                                                        |            |
| Opustit Bystroušku                                         | Aleš Pilgr a Kyšperský             | Kyšperský                              | Kocourek a horečka (2006)                                              |                                                        |            |
| Osnova                                                     | Kyšperský                          | Kyšperský                              | V čajové konvici (2011)                                                |                                                        |            |
| Oves míru                                                  | Kyšperský                          | Kyšperský                              | V čajové konvici (2011)                                                |                                                        |            |
| Padá déšť                                                  | Kyšperský                          | Kyšperský                              | Lorenzovi hoši (2018)                                                  |                                                        |            |
| Padá krysa do tvých vlasů                                  | Kyšperský                          | Jiří Jelínek                           | Fagi EP (2011)                                                         |                                                        |            |
| Padre Pio                                                  | Kyšperský                          | Kyšperský                              | 41 minut (2024)                                                        |                                                        |            |
| Paní z kanceláře                                           | Kyšperský                          | Kyšperský                              | 41 minut (2024)                                                        |                                                        |            |
| Papoušek noci                                              | Kyšperský                          | Kyšperský                              | Bílé včely (2012)                                                      |                                                        |            |
| Pasáček ovcí                                               | Květy                              | Kyšperský                              | Jablko jejího peří (2004), Broňa session (2012)                        |                                                        |            |
| Pastičky                                                   | Martina Trchová                    | Martina Trchová, Kyšperský             | 90 % štěstí (2024)                                                     |                                                        |            |
| Po zarostlém trávníčku                                     | Kyšperský                          | Kyšperský                              | Bílé včely (2012)                                                      |                                                        |            |
| Pojď blíž                                                  | Kyšperský                          | Kyšperský                              | 41 minut (2024)                                                        |                                                        |            |
| Pojď s náma dál                                            | Kyšperský                          | Kyšperský                              | píseň z filmu Na krátko                                                | Kyšperský, 2018                                        |            |
| Pole tráva a činžáky                                       | Kyšperský                          | Kyšperský                              | Bílé včely (2012)                                                      | Jan Fuksa, 2013                                        |            |
| Policajti                                                  | Kyšperský                          | Kyšperský                              | Spí vánoční pták (2017)                                                |                                                        |            |
| Polička                                                    | Nikola Muchová, Kyšperský          | Nikola Muchová                         | Slovácká epopej (2013)                                                 |                                                        |            |
| Poslední                                                   | Kyšperský                          | Kyšperský                              | Svetr (2013)                                                           |                                                        |            |
| Poslední tančírna v Praze                                  | Kyšperský                          | Jiří Jelínek                           | V čajové konvici (2011)                                                |                                                        |            |
| Potrubí                                                    | Kyšperský                          | Kyšperský                              | Turniketem do ráje (2015), Starý kortykoid (2022)                      |                                                        |            |
| Pověsím prádlo                                             | Kyšperský                          | Kyšperský                              | Střela zastavená v jantaru (2008)                                      |                                                        |            |
| Přesličky                                                  | Kyšperský                          | Kyšperský                              | Vlakem (2016)                                                          |                                                        |            |
| Psi                                                        | Kyšperský                          | Kyšperský                              | Miláček slunce (2015)                                                  |                                                        |            |
| Psí hvězda                                                 | Kyšperský                          | Kyšperský                              | Myjau (2009)                                                           |                                                        |            |
| Ptáci                                                      | Kyšperský                          | Kyšperský                              | Svetr (2013)                                                           |                                                        |            |
| Ptáci                                                      | Lenka Dusilová, Beata Hlavenková   | Kyšperský                              | Baromantika (2011), Live at Café v lese (2013)                         |                                                        |            |
| Ptáček                                                     | Kyšperský                          | Kyšperský                              | Komik do půl osmé (2017)                                               |                                                        |            |
| Půllitr a sklínka                                          | Květy                              | Kyšperský                              | Jablko jejího peří (2004)                                              |                                                        |            |
| Ricardo                                                    | Lenka Dusilová, Viliam Béreš       | Kyšperský                              | V hodině smrti (2014)                                                  |                                                        |            |
| Robot                                                      | Kyšperský                          | Kyšperský                              | Květy Květy (2020)                                                     | Jan Fuksa, 2020                                        |            |
| Růžový kufr                                                | Kyšperský                          | Kyšperský                              | Vlakem (2016)                                                          |                                                        |            |
| Ryby                                                       | Kyšperský                          | Kyšperský                              | Starý kortykoid (2022)                                                 |                                                        |            |
| Řeka                                                       | Lenka Dusilová                     | Kyšperský, Lenka Dusilová              | Řeka (2020)                                                            |                                                        |            |
| Řeka je tiché letiště pro kachny                           | Aleš Pilgr a Kyšperský             | Kyšperský                              | Kocourek a horečka (2006)                                              |                                                        |            |
| S cizíma koňma                                             | Kyšperský                          | Kyšperský                              | Lorenzovi hoši (2018)                                                  |                                                        |            |
| S kokrháním psů                                            | Kyšperský                          | Kyšperský                              | Myjau (2009)                                                           |                                                        |            |
| S notebookem na klíně                                      | Kyšperský                          | Kyšperský                              | Myjau (2009), Broňa session (2012)                                     |                                                        |            |
| S tím, co zpívají ptáci                                    | Aleš Pilgr a Kyšperský             | Kyšperský                              | Kocourek a horečka (2006)                                              |                                                        |            |
| Samuraj                                                    | Kyšperský                          | Kyšperský                              | Starý kortykoid (2022)                                                 |                                                        |            |
| Sejdeme se v pekle                                         | Kyšperský                          | Kyšperský                              | Spí vánoční pták (2017)                                                |                                                        |            |
| Semeno                                                     | Nikola Muchová, Kyšperský          | Nikola Muchová                         | Slovácká epopej (2013)                                                 |                                                        |            |
| Sen z vany                                                 | Květy                              | Kyšperský                              | Jablko jejího peří (2004)                                              |                                                        |            |
| Skleněný zámek                                             | Jana Jablonczek a Kyšperský        | Jana Jablonczek                        | Zase se na mě díváš, jak skládám svoje šaty (2006)                     |                                                        |            |
| Sledujeme oknem kurník                                     | ?                                  | Kyšperský                              |                                                                        |                                                        |            |
| Snajpr                                                     | Kyšperský                          | Jiří Jelínek                           | V čajové konvici (2011)                                                |                                                        |            |
| Socha                                                      | Kyšperský                          | Kyšperský                              | Komik do půl osmé (2017)                                               |                                                        |            |
| Sólo má dobrá nálada                                       | Kyšperský, Aleš Pilgr, Ondřej Kyas | Kyšperský                              | pro televizní seriál Svět pod hlavou (2017), Starý kortykoid (2022)    |                                                        |            |
| Sólo strýček / Kamión                                      | Kyšperský                          | Kyšperský                              | Spí vánoční pták (2017)                                                |                                                        |            |
| Spisovatel                                                 | Kyšperský                          | Kyšperský                              | Spí vánoční pták (2017)                                                |                                                        |            |
| Spolucestující                                             | Kyšperský                          | Kyšperský                              | Vlakem (2016)                                                          |                                                        |            |
| Stárnoucí chlapci                                          | Kyšperský                          | Kyšperský                              | Starý kortykoid (2022)                                                 |                                                        |            |
| Sweatheart (CKNO 2)                                        | Kyšperský                          | Kyšperský                              | Starý kortykoid (2022)                                                 |                                                        |            |
| Syn                                                        | Kyšperský                          | Kyšperský                              | Miláček slunce (2015)                                                  |                                                        |            |
| Šípy                                                       | Kyšperský                          | Kyšperský                              | Lorenzovi hoši (2018)                                                  |                                                        |            |
| Šnek                                                       | Kyšperský                          | Kyšperský                              | V čajové konvici (2011)                                                |                                                        |            |
| Tajemství                                                  | Alen                               | Kyšperský                              | Tma (2022)                                                             |                                                        |            |
| Takafei                                                    | Beata Hlavenková, Lenka Dusilová   | Kyšperský                              | V hodině smrti (2014)                                                  |                                                        |            |
| Tanečnice                                                  | Jana Jablonczek a Kyšperský        | Jana Jablonczek                        | Zase se na mě díváš, jak skládám svoje šaty (2006)                     |                                                        |            |
| Taťána                                                     | Květy                              | Kyšperský                              | Jablko jejího peří (2004)                                              |                                                        |            |
| Tětiva                                                     | Beata Hlavenková                   | Kyšperský                              | V hodině smrti (2014)                                                  | Adam Vopička, 2015                                     |            |
| Touha                                                      | Jana Jablonczek a Kyšperský        | Jana Jablonczek                        | Zase se na mě díváš, jak skládám svoje šaty (2006)                     |                                                        |            |
| Tugador                                                    | Květy                              | Kyšperský                              | Jablko jejího peří (2004)                                              |                                                        |            |
| Tulák                                                      | Kyšperský                          | Kyšperský                              | Myjau (2009)                                                           | Pavla Kačírková, 2010                                  |            |
| Turné v Polsku                                             | Kyšperský                          | Kyšperský                              | Květy Květy (2020)                                                     |                                                        |            |
| Tvůj dům                                                   | Kyšperský                          | Kyšperský                              | Bílé včely (2012)                                                      | Jan Šípek, 2014                                        |            |
| Ty                                                         | Kyšperský                          | Kyšperský                              | Miláček slunce (2015)                                                  |                                                        |            |
| Uklízím pokoj                                              | Kyšperský                          | Kyšperský                              | Miláček slunce (2015)                                                  |                                                        |            |
| Ukradený diamant                                           | Kyšperský                          | Kyšperský                              | Svetr (2013)                                                           |                                                        |            |
| Umírá trpaslíků král                                       | Kyšperský                          | Kyšperský                              | Svetr (2013)                                                           |                                                        |            |
| Uši                                                        | Kyšperský                          | Kyšperský                              | Květy Květy (2020)                                                     |                                                        |            |
| Útočník                                                    | Kyšperský                          | Kyšperský                              | Svetr (2013)                                                           |                                                        |            |
| Utopenec                                                   | Aleš Pilgr                         | Kyšperský                              | Io (2014)                                                              |                                                        |            |
| Uvnitř mý tlamy                                            | Roman Holý                         | Kyšperský                              | Strážce klidu Vol. 1 (2022)                                            |                                                        |            |
| V Caffe pianu                                              | Kyšperský                          | Pavel Trtílek                          | V Caffe pianu (2004)                                                   | Eva Slachová, 2005 ; Emilka Mašková                    |            |
| V jezeře mléka a mlhy                                      | Kyšperský                          | Kyšperský                              | Miláček slunce (2015), Marťanské lodě (2021)                           | Jan Fuksa, 2016                                        |            |
| V noci se probouzí oblečení                                | Kyšperský                          | Kyšperský                              | Svetr (2013)                                                           |                                                        |            |
| Valerie                                                    | Lenka Dusilová, Viliam Béreš       | Kyšperský                              | Baromantika (2011), Live at Café v lese (2013)                         |                                                        |            |
| Vánoce bláto smetí                                         | Kyšperský                          | Kyšperský                              | Myjau (2009)                                                           | Jonáš Svoboda                                          |            |
| Ve staré říši                                              | Kyšperský                          | Kyšperský                              | Starý kortykoid (2022)                                                 | Jan Fuksa, 2019                                        |            |
| Venku sněží                                                | Kyšperský                          | Kyšperský                              | Vinyla 2012 (2013), Starý kortykoid (2022)                             |                                                        |            |
| Věrka                                                      | Kyšperský                          | Kyšperský                              | Miláček slunce (2015)                                                  |                                                        |            |
| Viděl jsem Paříž                                           | Kyšperský                          | Kyšperský                              | Střela zastavená v jantaru (2008)                                      |                                                        |            |
| Video                                                      | Kyšperský                          | Kyšperský                              | Svetr (2013)                                                           |                                                        |            |
| Vietnam                                                    | Kyšperský                          | Kyšperský                              | pro večer udílení cen Magnesia Litera 2017                             |                                                        |            |
| Víla                                                       | Jana Jablonczek a Kyšperský        | Jana Jablonczek                        | Zase se na mě díváš, jak skládám svoje šaty (2006)                     |                                                        |            |
| Vítr fouká (na rybí kosti)                                 | Aleš Pilgr a Kyšperský             | Kyšperský                              | Kocourek a horečka (2006)                                              |                                                        |            |
| Vlákna                                                     | Lenka Dusilová                     | Kyšperský, Jakub König, Lenka Dusilová | Řeka (2020)                                                            |                                                        |            |
| Vlakový personál                                           | Kyšperský                          | Kyšperský                              | Vlakem (2016)                                                          |                                                        |            |
| Vlasy                                                      | Kyšperský                          | Kyšperský                              | Svetr (2013)                                                           |                                                        |            |
| Vlna                                                       | Aleš Pilgr a Kyšperský             | Kyšperský                              | Kocourek a horečka (2006)                                              |                                                        |            |
| Vodní                                                      | Květy                              | -                                      | Jablko jejího peří (2004)                                              |                                                        |            |
| Voskovec v Americe                                         | Kyšperský                          | Kyšperský                              | Květy Květy (2020)                                                     |                                                        |            |
| Vůně tlení                                                 | Kyšperský                          | Kyšperský                              | Lorenzovi hoši (2018)                                                  |                                                        |            |
| Výroba nábytku                                             | Květy                              | Kyšperský                              | Jablko jejího peří (2004)                                              |                                                        |            |
| Vzhůru                                                     | Kyšperský                          | Kyšperský                              | Komik do půl osmé (2017)                                               |                                                        |            |
| WNS                                                        | Kyšperský                          | Kyšperský                              | Komik do půl osmé (2017)                                               |                                                        |            |
| Z kukuřičných polí                                         | Kyšperský                          | Kyšperský                              | Střela zastavená v jantaru (2008)                                      |                                                        |            |
| Zase se na mě díváš, jak skládám svoje šaty                | Jana Jablonczek a Kyšperský        | Jana Jablonczek                        | Zase se na mě díváš, jak skládám svoje šaty (2006)                     |                                                        |            |
| Zdají se androidům sny o elektrických varhanách? (revival) | Kyšperský                          | Jiří Jelínek                           | V čajové konvici (2011)                                                |                                                        |            |
| Zhasněte žampiony                                          | Květy                              | Kyšperský                              | Jablko jejího peří (2004)                                              |                                                        |            |
| Zkouška sirén                                              | Kyšperský                          | Kyšperský                              | Květy Květy (2020)                                                     |                                                        |            |
| Zlatá horečka                                              | Jiří Jelínek, Kyšperský            | Jiří Jelínek, Kyšperský                | Bongo BomBarďák (2011)                                                 |                                                        |            |
| Zuzana                                                     | Kyšperský                          | Jiří Jelínek                           | V čajové konvici (2011)                                                |                                                        |            |
| Zvíře, nebo sebe a zvíře                                   | Kyšperský                          | Kyšperský                              | Střela zastavená v jantaru (2008)                                      | Magda Hrubá, Markéta Lisá                              |            |
| Zvony                                                      | Kyšperský                          | Kyšperský                              | Svetr (2013)                                                           |                                                        |            |
| Ženy                                                       | Kyšperský                          | Kyšperský                              | Vlakem (2016)                                                          |                                                        |            |

## Písně jiných autorů, které zpívá Martin Kyšperský
| Název                             | Autor hudby                                              | Autor textu                                              | Nahrávky                                              |
| --------------------------------- | -------------------------------------------------------- | -------------------------------------------------------- | ----------------------------------------------------- |
| Černý sedlo                       | Psí vojáci                                               | Filip Topol                                              | Copak můžu svojí milý mámě říct (2016)                |
| Helpa                             | slovenská lidová                                         | slovenská lidová                                         | Domácí práce (2009)                                   |
| Hosté na Zemi                     | Jiří Bulis                                               | Jiří Bulis                                               | Hommage à Jiří Bulis (2015)                           |
| Jen tak se projdi po městě        | Psí vojáci                                               | Filip Topol                                              | Copak můžu svojí milý mámě říct (2016)                |
| Návštěvní den                     | Petr Skoumal                                             | Jiří Dědeček                                             | Bazarem proměn: A Tribute to Vladimír Mišík (2015)    |
| Oči sněhem zaváté                 | Jiří Šlitr                                               | Jiří Suchý                                               | For Semafor (2009)                                    |
| Podél kolejí                      | Tom Háček                                                | Tom Háček                                                | Svetr (2013)                                          |
| Pojď do průjezdu                  | Psí vojáci                                               | Filip Topol                                              | Copak můžu svojí milý mámě říct (2016)                |
| Právě tady                        | E (Vladimír Václavek, Josef Ostřanský, Vladimír Kokolia) | E (Vladimír Václavek, Josef Ostřanský, Vladimír Kokolia) | Brzo na mě přijde řada (2011)                         |
| Pro popelku                       | Jakub Čermák                                             | Jakub Čermák                                             |                                                       |
| Psycho killer                     | Psí vojáci                                               | Filip Topol                                              | Copak můžu svojí milý mámě říct (2016)                |
| Russian mystic pop op. IV.        | Psí vojáci                                               | Filip Topol                                              | Copak můžu svojí milý mámě říct (2016)                |
| Tak akorát dlouhá (Sen v realitě) | Psí vojáci                                               | Filip Topol                                              | Copak můžu svojí milý mámě říct (2016)                |
| Ve skutečnosti                    | Petr Fiala                                               | Petr Fiala                                               | Dáreček (2012)                                        |
| Vláček                            | Aleš Pilgr                                               | Aleš Pilgr                                               |                                                       |
| Volá mi známá                     | Filip Topol, David Skála, Jan Hazuka                     | Filip Topol                                              | Sbohem a řetěz (2015)                                 |
| Žiletky                           | Psí vojáci                                               | Filip Topol                                              | Copak můžu svojí milý mámě říct (2016)                |
| Žlutý kopec                       | Oldřich Janota                                           | Oldřich Janota                                           | Ztracený ve světě: A Tribute to Oldřich Janota (2009) |